# Elezioni parlamentari in Ungheria del 2002
Le elezioni parlamentari in Ungheria del 2002 si tennero il 7 aprile (primo turno) e il 21 aprile (secondo turno) per il rinnovo dell'Assemblea nazionale. In seguito all'esito elettorale, Péter Medgyessy, espressione del Partito Socialista Ungherese, divenne Primo ministro; nel 2004 fu sostituito da Ferenc Gyurcsány, esponente dello stesso partito.

## Risultati
| Liste                                        | Risultati di lista | Risultati di lista | Risultati di lista | Seggi collegi | Seggi collegi | Seggi nazionali | Totale seggi |
| Liste                                        | Voti               | %                  | Seggi              | 1º turno      | 2º turno      | Seggi nazionali | Totale seggi |
| -------------------------------------------- | ------------------ | ------------------ | ------------------ | ------------- | ------------- | --------------- | ------------ |
| Partito Socialista Ungherese                 | 2.361.997          | 42,05              | 69                 | 24            | 54            | 31              | 178          |
| Fidesz - MDF                                 | 2.306.763          | 41,07              | 67                 | 20            | 75            | 26              | 188          |
| Alleanza dei Liberi Democratici              | 313.084            | 5,57               | 4                  | -             | 2             | 13              | 19           |
| Partito Ungherese Giustizia e Vita           | 245.326            | 4,37               | -                  | -             | -             | -               | -            |
| Partito di Centro (include KDNP)             | 219.029            | 3,90               | -                  | -             | -             | -               | -            |
| Partito Operaio                              | 121.503            | 2,16               | -                  | -             | -             | -               | -            |
| Partito dei Piccoli Proprietari Indipendenti | 42.338             | 0,75               | -                  | -             | -             | -               | -            |
| Partito della Nuova Sinistra                 | 3.198              | 0,06               | -                  | -             | -             | -               | -            |
| Partito Riformatore dei Piccoli Proprietari  | 1.086              | 0,02               | -                  | -             | -             | -               | -            |
| Partito Socialdemocratico                    | 912                | 0,02               | -                  | -             | -             | -               | -            |
| Partito Rom Ungherese                        | 745                | 0,01               | -                  | -             | -             | -               | -            |
| Partito dei Piccoli Proprietari              | 451                | 0,01               | -                  | -             | -             | -               | -            |
| Partito Unito degli Imprenditori Ungheresi   | 318                | 0,01               | -                  | -             | -             | -               | -            |
| Altri                                        | -                  | -                  | -                  | 1             | -             | -               | 1            |
| Totale                                       | 5.616.750          |                    | 140                | 45            | 131           | 70              | 386          |